# كونور ماكلاولين
كونور ماكلاولين (بالإنجليزية: Conor McLaughlin)‏ (26 يوليو 1991 بلفاست المملكة المتحدة لبريطانيا العظمى وأيرلندا - ) هو لاعب كرة قدم أيرلندي شمالي، يلعب كمدافع، شارك في بطولة أمم أوروبا 2016.

## مسيرته

### مسيرته مع المنتخبات الوطنية
- 2008 - 2010 لعب مع منتخب أيرلندا الشمالية تحت 21 سنة لكرة القدم 7 مباريات.
- 2010 - 2012 لعب مع منتخب أيرلندا الشمالية تحت 21 سنة لكرة القدم 7 مباريات.

### مسيرته مع الأندية
- 2009 - 2012 لعب مع بريستون نورث ايند 24 مباراة.
- 2012 - 2012 لعب مع شروزبري تاون 4 مباريات.

## روابط خارجية
- كونور ماكلاولين على موقع الاتحاد الدولي (مؤرشف)  (الإنجليزية)
- كونور ماكلاولين على موقع الاتحاد الأوربي (الإنجليزية)
- كونور ماكلاولين على موقع قاعدة بيانات كرة القدم.إي يو (الإنجليزية)
- كونور ماكلاولين على موقع ناشيونال فوتبول تيمز (الإنجليزية)
- كونور ماكلاولين على موقع Soccerbase.com (لاعب) (الإنجليزية)
- كونور ماكلاولين على موقع Soccerway.com (الإنجليزية)
- كونور ماكلاولين على موقع عالم كرة القدم.نت (الإنجليزية)
- كونور ماكلاولين على موقع AS.com (الإسبانية)